# Лишнівська сільська рада
| Лишнівська сільська рада — орган місцевого самоврядування у Маневицькому районі Волинської області з адміністративним центром у с. Лишнівка. Історична дата утворення: в 1947 році. Водоймища на території, підпорядкованій даній раді: озеро Випрек. Сільській раді підпорядковані населені пункти: - с. Лишнівка |

## Склад ради
Рада складається з 12 депутатів та голови.

### Керівний склад ради
| ПІБ                      | Основні відомості                                                 | Дата обрання | Дата звільнення |
| ------------------------ | ----------------------------------------------------------------- | ------------ | --------------- |
| Ковердюк Тетяна Петрівна | Сільський голова, 1972 року народження, освіта, позапартійна      | 26.03.2006   | 31.10.2010      |
| Ковердюк Тетяна Петрівна | Сільський голова, 1972 року народження, освіта вища, позапартійна | 31.10.2010   |                 |

Примітка: таблиця складена за даними джерела

## Населення
Згідно з переписом УРСР 1989 року чисельність наявного населення сільської ради становила 693 особи, з яких 299 чоловіків та 394 жінки.
За переписом населення України 2001 року в сільській раді мешкали 564 особи.

### Мова
Розподіл населення за рідною мовою за даними перепису 2001 року:
| Мова       | Відсоток |
| ---------- | -------- |
| українська | 99,29 %  |
| російська  | 0,71 %   |